# 無敵番長バクライガ
『無敵番長バクライガ』（むてきばんちょうバクライガ）は「ヤングキングアワーズ」（少年画報社）にて連載されていた、清水栄一×下口智裕作のロボット漫画、及び作品内に登場する架空のロボットの名称である。1巻以降の続巻は2007年7月時点で発売されていない（打ち切りになったのかどうかは、作者のサイトでも明かされていない）。
都立無敗高等学校の生徒の爆、人呼んで無敵番長が友と熱い友情を交わしながら悪の敵「十番勝負」を倒すというストーリー。

## 登場人物
発破 爆（はっぱ ばく）
都立無敗高等学校の生徒の爆、人呼んで無敵番長。「万物を超越した存在」であることが少しずつ分かっていく。
我妻 モモ（あがつま モモ）
爆に恋心を抱く同級生の女の子。学校ではそこそこ人気があり、ファンクラブ「ピーチっ娘。」も設立されている。
雷道 激三郎（らいどう げきさぶろう）
爆の親友であり、良きライバルである。生身でロボットの攻撃を止める程の力を持っている。
発破 炎蔵（はっぱ えんぞう）
爆の父親で、PAAS の司令を務める。先代の無敵番長でもある。
風間 正義（かざま せいぎ）
正統高の生徒会長。爆と激三郎とは子供の頃からのダチであった。
独舞 天斎（どくま てんさい）
通称「毒間」。自動車メーカーのボンボン息子で、爆とは親の代から因縁がある。大形マシンを駆り、私設部隊「大日本番長軍」を率いて爆に挑む。実は十番勝負の一番手であったが、後に十番勝負より抹消される。
早瀬 甲斐（はやせ かい）
十番勝負の一人、スピード番長。自分のスピードの限界を超えるために、無敵番長である爆に挑む。
香田 清貴（こうだ きよたか）
十番勝負の一人、オタク番長。
犬飼（いぬかい）
十番勝負の一人、野獣番長。
難波 玲二（なんば れいじ）
十番勝負の一人、サイバー番長。
モズ
D・C四天王の一人。風間正義をスカウトしに現れる。何故か首を斬られても生きていた。
狂剣（きょうけん）
D・C四天王の一人。刀の使い手であり、正義を圧倒した。同作者の読み切り作『凶剣』の主人公、凶剣と類似している。
アズマ
D・C四天王の一人。サイバー番長に爆を追い詰めるよう指令を出していた。
メグミ
D・C四天王の一人。同作者の読み切り作『死神少女』の主人公と類似している。

## 登場メカ
無敵番長バクライガ
搭乗者：発破爆
対消滅機関零・通称PASSが無敵番長である爆のために造り上げたとされている巨大ロボット。
両肩部にはチェーンソード、ドリル付きのアンカー、胸部には爆撃ミサイルを内蔵している。
また、一種のリミッター解除である「バーストアウト」と呼ばれる機能を持ち、その際発するエネルギーでサイバー番長のメカの放った過電粒子砲を拡散させたこともある。
五章ではフライトユニット「鴉」を装備し、空戦能力が高められた。
サイバー番長戦後、バクライガ自身の生体エネルギーが物質化し、「万物を超越した存在」である竜の姿を為した。
劇中で使用した必殺技には以下のものが存在する
レフトインフェルノ
バーストアウトで解除したエネルギーを左の拳に乗せて放つ打撃。
アブソリュートショック
機体から放つ電撃で敵機を行動不能にする。
ハヤブサストライカー
右腕部を発射する、いわゆるロケットパンチ。
ハイド・ヴァイパー
搭乗者：毒間
戦闘力は乏しいダメロボット。卑怯な手を使うしかなかった。
未完成の機体で、本来は下半身がつく予定だった。
マシーンモモ
搭乗者：我妻 モモ
攻撃もまともにできない、ポンコツロボット。「ピーチっ娘。」によって造られている。
TDM-002 SPEED STER 883（スピードスター883）
搭乗者：早瀬 甲斐（スピード番長）
そのスピードと素早い攻撃で敵を翻弄する。しかし、バクライガの前には無力だった。
グラビアーV
搭乗者：香田 清貴（オタク番長）
女性型マシン。格闘戦主体だが、ミサイルも装備している。後に改修され、モモ専用マシン「ストライク ピーチ」となる（予定らしい）。
ケルベロス
搭乗者：犬飼（野獣番長）
三つの頭を持つ獣型のマシン。マシンのハッキング能力を持つ。
TDM-005 FAST（ファスト）
搭乗者：難波 玲二（サイバー番長）
集束、拡散可能な荷電粒子砲を全身に装備している。
ヘッズ
オタク番長香田の私設部隊隊員が乗っていたマシン。
命令無視により、香田に一撃で破壊される。
正なる義による王
正義用のマシン。バクライガをベースに建造され、十番勝負のマシン以上の能力を持つ。並列次元融合（空間と空間を強制的に融合）により、瞬間移動ができる。

## 用語
番長
番長とは「万物を超越した存在」である。
PAAS
来たるべき日に備え防衛局が極秘裏に設立した、対消滅機関零の通称。
D・C
ドラゴンサーカス団。無敵番長と敵対している。マシン製造メーカー「ジュダ」が絡んでいるらしい。その目的や名前の由来などはある程度語られるものの、未だ多くの謎を残している。
十番勝負
D・Cの精鋭部隊。あらゆる分野のエキスパートを集め、創りあげられた。同作者の『鉄のラインバレル』に登場する菅原マサキの原型らしきキャラや、短編集『Rock'n Roll is DEAD』（大都社刊）に収録されている過去読み切り作品の登場人物達と似たキャラが確認できる（上記『凶剣』『死神少女』も同短編集に収録されている）。